# Últimas palabras del emperador Marco Aurelio
Últimas palabras del emperador Marco Aurelio es una obra de Eugène Delacroix pintada al óleo sobre lienzo con unas dimensiones de 348 x 260 cm. La obra está datada en 1844 y actualmente se conserva en el Museo de Bellas Artes de Lyon.

## Antecedentes
El primer texto en el que se menciona la obra es en el catálogo del Salón de París de 1845 donde fue expuesto. En dicho catálogo se podía leer:
"La figura de Marco Aurelio, incluso enfermo y muriéndose, nos parece se encuentra en un prematuro estado de descomposición. Las sombras de verde y amarillo, las cuales golpean su cara, le dan una apariencia bastante cadavérica.[...] algunos ropajes pueden estar demasiado arrugados y algunas actitudes muestran una carencia de nobleza." 
La obra recibió numerosas críticas negativas aunque el escritor y también reconocido crítico de arte Charles Baudelaire, alabó la obra diciendo: 
"Una hermosa, enorme, sublime e incomprendida pintura."

## Descripción y estilo
Esta gran pintura describe las últimas horas de vida del emperador romano Marco Aurelio, personaje admirado por Delacroix por ser, entre otras cosas, una de las figuras claves del estoicismo, doctrina de la que el pintor se confesaba admirador.
Marco Aurelio está representado en el centro de la obra como un hombre anciano y enfermo que sujeta el brazo de un hombre joven vestido de rojo, su hijo Cómodo. Cómodo parece no prestar atención a lo que su padre desea decirle mostrando una actitud arrogante. Alrededor de la cama se encuentran los amigos filósofos del emperador agonizante que son retratados como personas apenadas vestidas con ropa de tonos sombríos. De este modo Delacroix representa el fin del Imperio Romano.
Delacroix, quien quedó fascinado por el color rojo después de su viaje por el Norte de África en 1832, consigue centrar la mirada del espectador en Cómodo, vestido de rojo brillante y representado en lo que parece una postura poco digna para un momento tan delicado. Por desgracia, el mensaje que Delacroix pudo querer transmitir permanece oculto.